# Ocotea bijuga
Ocotea bijuga là loài thực vật có hoa trong họ Nguyệt quế. Loài này được (Rottb.) Bernardi miêu tả khoa học đầu tiên năm 1967.